# Subhumans
Subhumans és un grup anglès de punk rock format a les localitats de Warminster i Melksham del comtat de Wiltshire el 1980. Abans, el cantant Dick Lucas havia format part d'una altra banda local, The Mental, i altres membres havien estat a The Stupid Humans. L'estil musical del grup es classifica sovint com a hardcore punk i anarcopunk.

## Història
El grup es va dir inicialment Superhumans a causa de la insistència de la mare del guitarrista Bruce Treasure, però va canviar el seu nom a Subhumans quan Dick Lucas va entrar-hi com a cantant.
La banda va treure una maqueta el 1981 que va enviar al fanzín New Crimes abans de rebre l'oferta de publicar l'EP de debut del grup, Demolition War, amb Spiderleg Records.
Subhumans va publicar dos EP més l'any 1982, Reasons for Existence i Religious Wars, a més de fundar el seu propi segell discogràfic, Bluurg Records. Tot i que inicialment es va centrar en l'edició d'enregistraments en casset, la discogràfica va produir el seu primer vinil amb l'EP Wessex '82, el qual comptava amb un tema de cadascun dels grups Subhumans («No Thanks»), The Pagans, Organized Chaos i The A-Heads.
El primer LP de la banda, The Day The Country Died es va publicar l'any 1983 a Spiderleg Records, sovint considerat un clàssic de l'escena anarcopunk, que va ser seguit poc després per l'EP Evolution, que també va ser el primer disc del grup (a banda del compartit Wessex '82) que es va publicar amb el seu propi segell.
Subhumans es va separar a finals de 1985, després d'enregistrar el seu tercer àlbum, Worlds Apart, amb «les diferències musicals» com el principal motiu de la dissolució. Un 12" (29:29 Split Vision de 1986) es va gravar i publicar pòstumament, i va palesar fins a quin punt s'havien modificat les tendències musicals del grup respecte dels seus inicis hardcore punk. Més endavant, Dick Lucas es va unir a Culture Shock i després va formar la banda de ska punk polític Citizen Fish el 1990.
Subhumans va fer un parell de concerts de reunió el 1991 i va tenir un retorn més extens el 1998 que va incloure concerts al Regne Unit i als Estats Units. Això va donar lloc a un retorn semipermanent del grup com a formació de directe amb dues gires importants per Amèrica del Nord i l'enregistrament d'un Live in a Dive publicat per Fat Wreck Chords i gravat al Showcase Theatre de Corona. La banda també va gravar i va publicar un nou EP, Unfinished Business, el 1998, que consta de cançons inèdites de la formació original.
Subhumans va gravar un nou àlbum, Internal Riot, i el va autoeditar a Bluurg Records el 2007. El 2019 va publicar un àlbum titulat Crisis Point, que va ser el primer àlbum de la banda en 12 anys.

## Discografia
Àlbums d'estudi
- The Day the Country Died (1983)
- From the Cradle to the Grave (1983)
- Worlds Apart (1985)
- 29:29 Split Vision (1986)
- Internal Riot (2007)
- Crisis Point (2019)

EP
- Demolition War (1981)
- Reasons for Existence (1982)
- Religious Wars (1982)
- Evolution (1983)
- Time Flies... but Aeroplanes Crash (1983)
- Rats (1984)
- Unfinished Business (1998)

Àlbums recopilatoris
- EP-LP (1985)
- Time Flies + Rats (1990)

Àlbums en directe
- Live in a Dive (2004)

- All Gone Live (2007)